# Горска майка
Горска майка (Lathraea) е род многогодишни тревисти растения, паразитиращи по корените на различни видове дървета. Единствените надземни части, които се развиват, са цветоносни стъбла – покрити в основната си част с безцветни люспи, като в горната част на стъблото са разположени множество цветове. Чашката е с четири-пет зъбеца. Венчето е двуустно, с четири тичинки, прикрепени за тръбицата на венчето. Прашниците са покрити с реснички. Яйчникът е едногнезден.
В България от рода растат два вида: обикновена горска майка (Lathraea squamaria) и родопска горска майка (Lathraea rhodopaea).
Обикновената горска майка се използва в народната медицина за лечение на гинекологични заболявания, откъдето идва и българското име на рода.